# 拉迪斯拉·德高斯
拉迪斯拉·德高斯（1901年—1970年），是克罗地亚著名画家。

## 博物館
- MMSU - 国家现代艺术博物馆
- 奎里纳莱宫 （義大利語：Museo del Quirinale), 意大利共和国总统，罗马[2]
- 斯洛文尼亚国家美术馆 （英語：National Gallery of Slovenia)[3][4]
- 博物馆·雷沃尔泰拉 （義大利語：Museo Revoltella)[1]

## 展销会
- 1936 威尼斯双年展
- 1954 布宜诺斯艾利斯，阿根廷

### 引用
1. 1 2  .   [2018-06-02]. （原始内容存档于2018-06-12）.
2. ↑  .   [2018-06-03]. （原始内容存档于2021-02-10）.
3. ↑  .   [2018-06-02]. （原始内容存档于2020-10-27）.
4. ↑  .   [2018-06-02]. （原始内容存档于2019-06-13）.